# Klara Ludwika Szczęsna
Klara Ludwika Szczęsna, SŁ.N.S.J. (18. července 1863 Cieszki – 7. února 1916 Krakov) byla polská římskokatolická řeholnice, spoluzakladatelka a členka kongregace Služebnic Nejsvětějšího Srdce Ježíšova. Katolická církev ji uctívá jako blahoslavenou.

## Život
Narodila se dne 18. července 1863 v obci Cieszki jako šestá ze sedmi dětí rodičů Antonia Szczęsného a Franciszky Skorupské. Dne 24. července téhož roku byla pokřtěna v nedalekém městě Lubowidz. V dětství nechodila do školy, ale vyučila se krejčovskému řemeslu. Okolo roku 1872 se s rodinou přestěhovala do malé osady, patřící pod město Lubowidz. Dne 25. září 1875 jí zemřela matka. Nedlouho poté se její otec znovu oženil.
V 17 letech odešla do Mławy, kde se nejspíše živila jako švadlena. V srpnu roku 1885 se ve městě Zakroczym zúčastnila exercicie, vedené kapucínským knězem bl. Honoratem Koźmińskim. Rozhodla se vstoupit do jím založené kongregace Služebných sester Ježíšových a dne 8. prosince 1886 v ní ve Varšavě zahájila svůj noviciát. Kongregace byla spíše terciární, její členky ani nenosily řeholní oděv. Dne |8. prosince 1889 složila své řeholí sliby, které byly spíše soukromého charakteru a zvolila si řeholní jméno Honorata. Roku 1889 se stala představenou řeholního domu v Lublinu, měla zde také krejčovskou dílnu.
Když roku 1893 požádal biskup Józef Sebastian Pelczar její kongregaci, aby v Krakově provozovala útulek pro chudé, byla do něj spolu s další řeholnicí poslána. Dne 15. dubna 1894 spoluzaložila spolu s Józefem Sebastianem Pelczarem ženskou řeholní kongregaci Služebnic Nejsvětějšího srdce Ježíšova.
Do kongregace následně sama vstoupila a celkem 22 let po několika obdobích působila jako její generální představená. Zvolila si řeholní jméno Klara. Dne 2. července 1895 složila v jí založené kongregaci slavné (doživotní) řeholní sliby. Ve stejný den byl položen základní kámen pro stavbu mateřského kláštera její kongregace v Krakově. Dne 19. března 1912 obdržela jí založená kongregace papežské potvrzení o svém založení. Členky kongregace působí ve školách, mezi chudými dělníky, nebo vypomáhají ve vesnických farnostech.
Zemřela dne 7. února 1916 v Krakově na rakovinu plic. Původně byla pohřbena na Rakowickém hřbitově v Krakově. Dne 23. ledna 1995 byly její ostatky přeneseny a uloženy do hrobky v boční kapli kostela Nejsvětějšího Srdce Ježíšova při mateřském domu jí založené kongregace v Krakově.

## Úcta

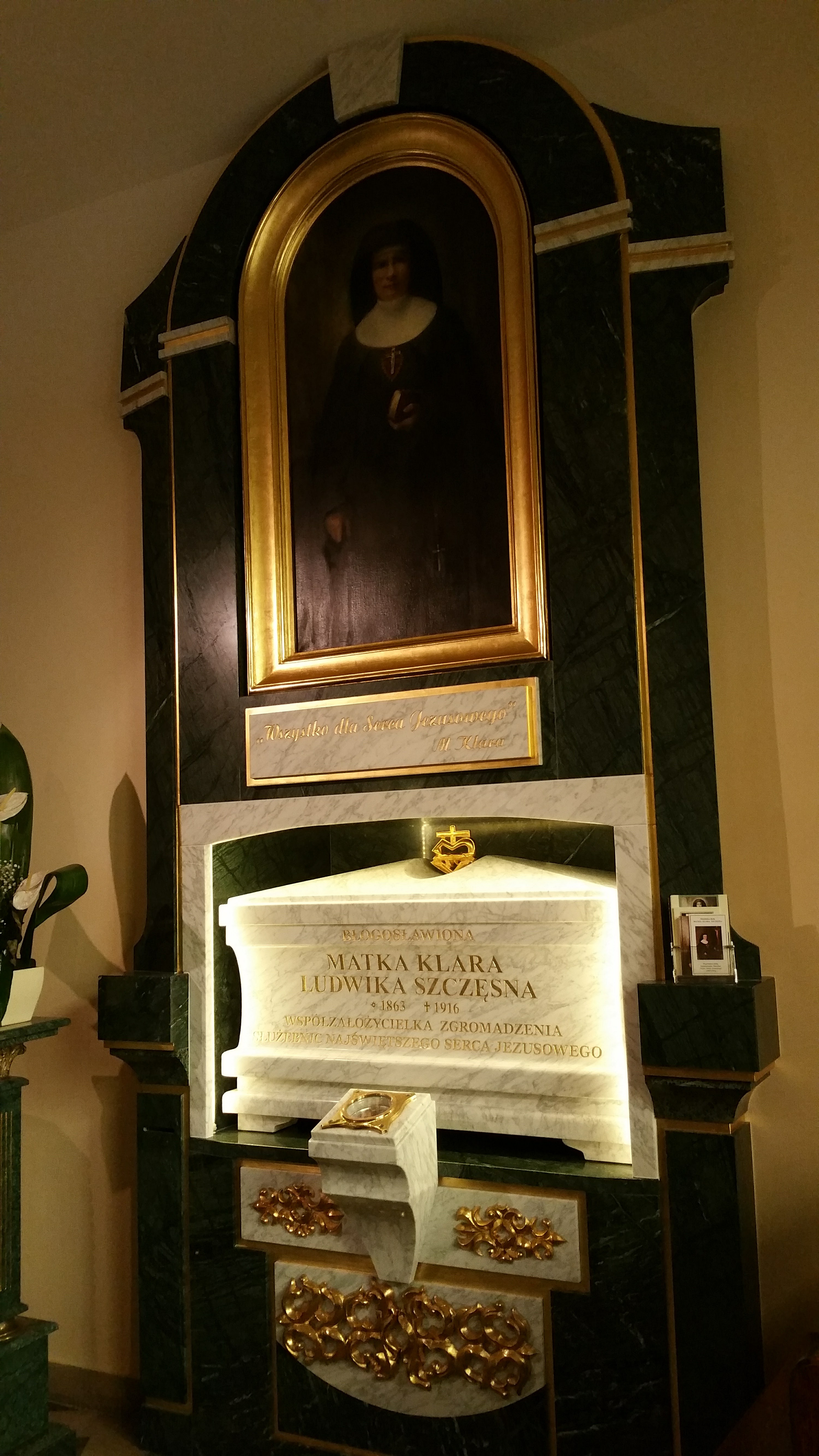
Hrobka bl. Klary Ludwiky Szczęsny v boční kapli kostela Nejsvětějšího Srdce Ježíšova při klášteře jí založené kongregace v Krakově

Její beatifikační proces započal dne 7. dubna 1994, čímž obdržela titul služebnice Boží. Dne 20. prosince 2012 ji papež Benedikt XVI. podepsáním dekretu o jejích hrdinských ctnostech prohlásil za ctihodnou. Dne 5. června 2015 byl uznán zázrak na její přímluvu, potřebný pro její blahořečení.
Blahořečena pak byla dne 7. září 2015 v kostele sv. Jana Pavla II. v Krakově. Obřadu předsedal jménem papeže Františka kardinál Angelo Amato.
Její památka je připomínána 7. února. Bývá zobrazována v řeholním oděvu.